# Benny Moré
Bartolomé Maximiliano Moré Gutiérrez, znany jako Benny Moré lub Beny Moré (ur. 24 sierpnia 1919 w Santa Isabel de las Lajas, zm. 19 lutego 1963 w Hawanie) – kubański piosenkarz i kompozytor. Uznawany za jednego z najważniejszych kubańskich piosenkarzy wszech czasów.
W swojej twórczości mieszał muzykę afro-kubańską oraz wywodzącą się z muzyki hiszpańskiej "guajiro music" - typową kubańską muzykę wiejską, mieszczące się w stylach son montuno, mambo i bolero.

## Najsłynniejsze utwory
- „Cómo fue”
- „Bonito y sabroso”
- „Santa Isabel de las Lajas”, son montuno
- „Qué bueno baila usted”, son montuno
- „Cienfuegos”, guajira
- „Se te cayó el tabaco”, guaracha
- „Locas por el mambo”, mambo
- „Conocí la paz”, bolero
- „Dolor y perdón”, bolero
- „Mi amor fugaz”, bolero
- „No te atrevas”, bolero
- „De la rumba al cha-cha-chá”, rumba
- „Rumberos de ayer”

## Dyskografia podstawowa
- Beny Moré, de verdad (EGREM, 1992)
- Benny Moré en vivo (RTV Comercial/Discmedi, 1994)
- Benny Moré & Pérez Prado (2 CDs), (Orfeón Records, 2001)
- Bárbaro del Ritmo (1948-1950), (Tumbao Cuban Clasix, 2004)